# Robert F. Kennedy Jr.

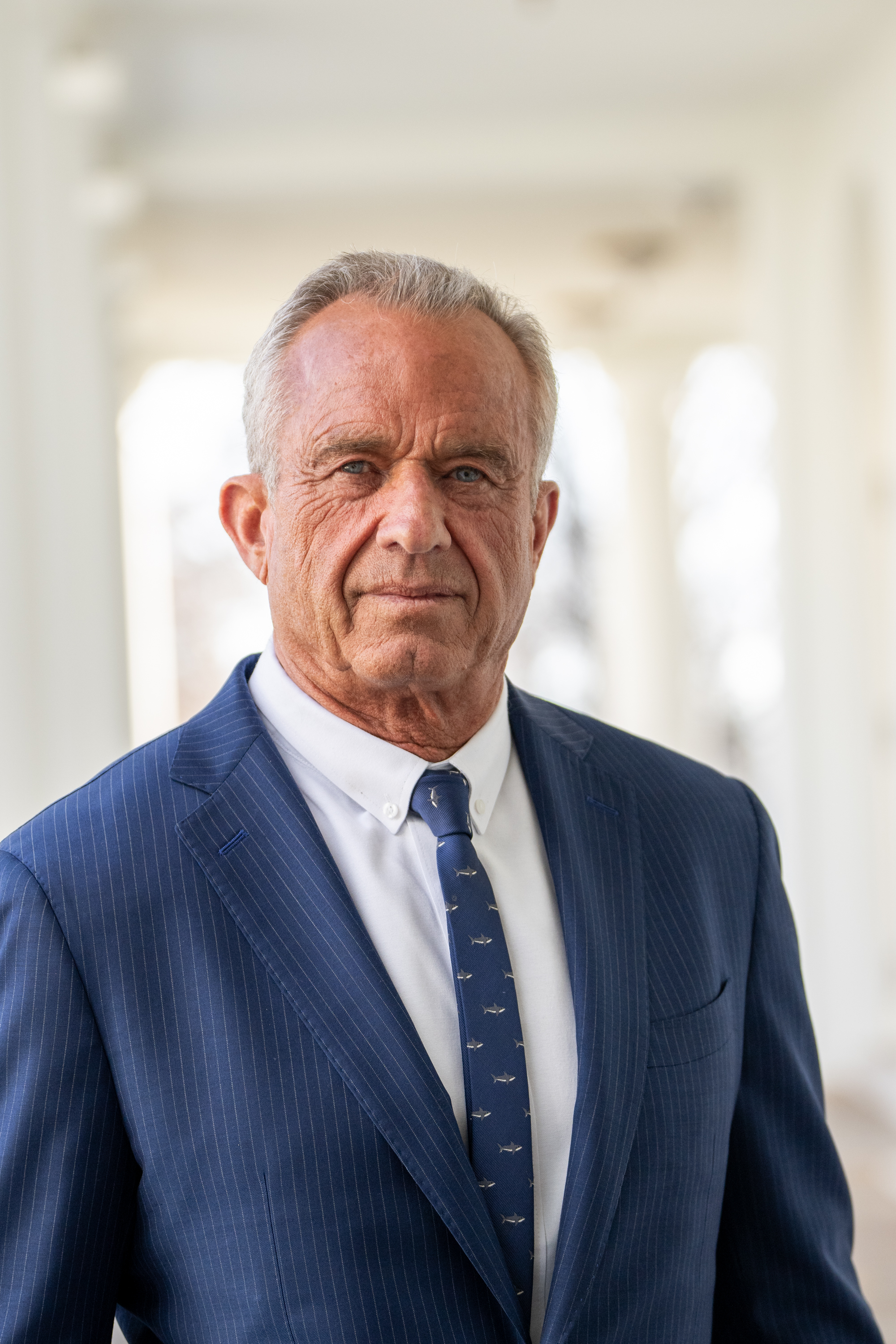
Robert F. Kennedy Jr. (2025)

Robert Francis Kennedy Junior (* 17. Januar 1954 in Washington, D.C.), oft RFK Jr. oder Bobby Jr. genannt, ist ein US-amerikanischer Politiker, Rechtsanwalt, Autor und Verschwörungstheoretiker. Seit Februar 2025 ist er Gesundheitsminister im Kabinett Trump II. Bekannt als Impfgegner, bestritt er dies in jüngerer Vergangenheit und empfahl als Gesundheitsminister die Masernimpfung, jedoch nur als „persönliche Entscheidung“ für einzelne. Er gehört zur Kennedy-Familie und wurde als Umwelt-Anwalt und Umweltaktivist bekannt. Er bewarb sich in der US-Präsidentschaftswahl 2024 als möglicher Kandidat, zunächst als Demokrat, dann als Parteiloser. Im August 2024 setzte er seinen Wahlkampf aus und unterstützte in der Folge Donald Trump.

## Werdegang und Karriere

### Jugend, Ausbildung und Aktivismus

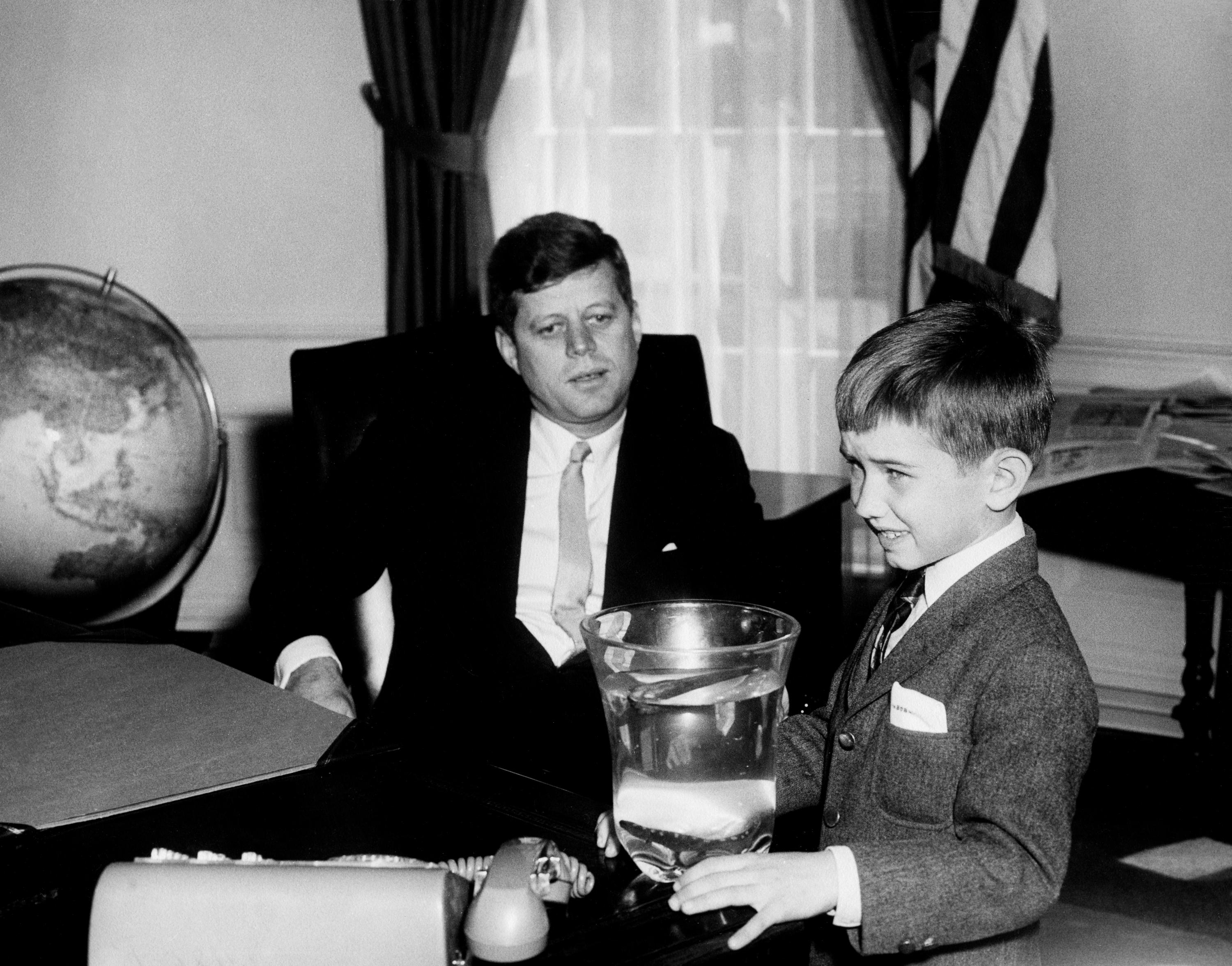
Robert Francis Kennedy Junior mit seinem Onkel, US-Präsident John F. Kennedy, im Oval Office (1961)

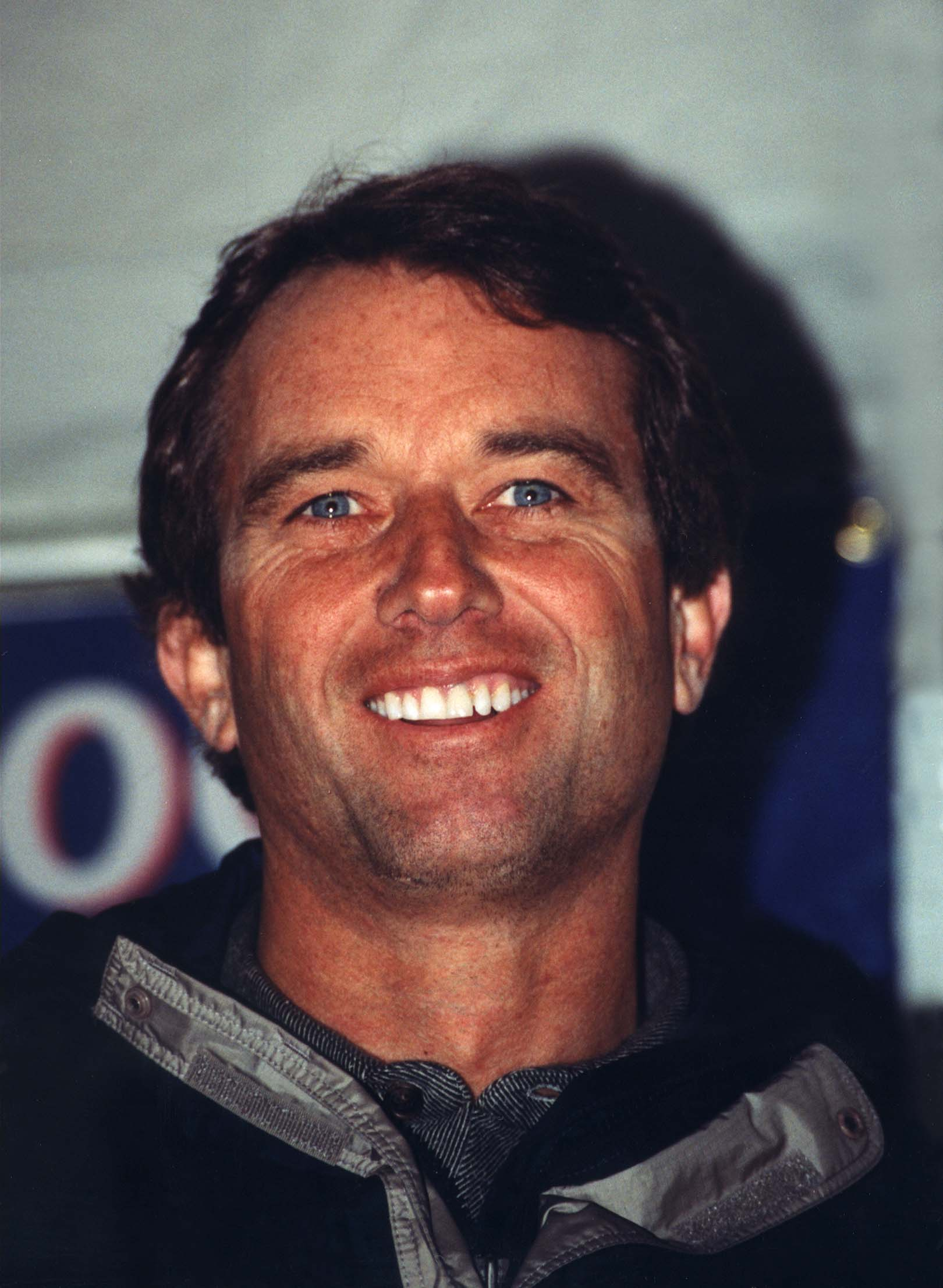
Robert F. Kennedy Jr. im Jahr 2000

Robert F. Kennedy Jr. wurde am 17. Januar 1954 in Washington, D.C. als drittes von elf Kindern von Robert F. und Ethel Kennedy (geborene Skakel) geboren. Erst in einem Reihenhaus in Georgetown lebend, zog die zu dieser Zeit siebenköpfige Familie Anfang 1957 auf das geräumigere Anwesen Hickory Hill in McLean, Virginia. Über seinen Vater gehört er zur prominenten Kennedy-Familie. Robert F. Kennedy war Bruder des im November 1963 bei einem Attentat ums Leben gekommenen US-Präsidenten John F. Kennedy und ab 1961 Justizminister in dessen Kabinett. Robert F. Kennedy starb im Juni 1968 bei einem Attentat im Ambassador Hotel in Los Angeles, als er sich 1968 als demokratischer Kandidat um die Präsidentschaft bewarb. Das Rennen bei der Demokratischen Präsidentschaftsvorwahl war zu diesem Zeitpunkt noch offen gewesen. Ethel Kennedy gründete nach dem Mordanschlag auf ihren Gatten die Menschenrechtsorganisation Robert F. Kennedy Human Rights und gebar ihr letztes Kind. Zu Roberts zehn Geschwistern gehören unter anderem Kathleen Kennedy Townsend, Joseph Patrick Kennedy II, David A. Kennedy, Michael LeMoyne Kennedy, Kerry Kennedy und Rory Kennedy.
Kennedy besuchte die Georgetown Preparatory School, eine Jungenschule in Bethesda im Bundesstaat Maryland. Er besitzt einen Abschluss in Politikwissenschaft von der Harvard University und studierte wie mehrere andere Mitglieder der Familie Kennedy an der London School of Economics. Zudem hat er einen Abschluss in Rechtswissenschaft. 1983 wurde er wegen Heroinbesitz in South Dakota festgenommen. Daraufhin unterzog er sich einer Entziehungskur. Obwohl sein jüngerer Bruder David 1984 an einer Überdosis Kokain starb, nahm Kennedy weiter Drogen.
Mitte der 1980er Jahre trat er der Organisation Riverkeeper, die sich zum Ziel gesetzt hat, Verschmutzungen des Hudson Rivers anzuklagen, und dem Natural Resources Defense Council, einer gemeinnützigen Umweltschutzorganisation, bei.
Seine Arbeit bei beiden Organisationen setzte langfristig umweltrechtliche Standards. 1986 wurde er außerordentlicher Professor für Umweltrecht an der Pace University School of Law und gründete 1987 die Pace Environmental Litigation Clinic. Er half bei der Gründung der Nichtregierungsorganisation Waterkeeper Alliance, der er bis 2020 vorstand.
Kennedy trat oft im Fernsehen auf und veröffentlichte viele Artikel in Publikationen und Büchern in den USA. Er war als möglicher Leiter des US-Umweltamtes unter Barack Obama im Gespräch, jedoch erhielt Lisa P. Jackson diese Position, laut Politico, weil sein Kokainkonsum ihn für die Senatoren, die ihn im Amt bestätigen mussten, inakzeptabel machte.

### Positionen

#### Politische Positionen
Kennedy ist gläubiger Katholik und befürwortet ein Abtreibungsverbot, hält aber nichts von einem kirchlichen Scheidungsverbot.
Er äußerte die Ansicht, die Präsidentschaftswahl in den Vereinigten Staaten 2004 sei in Florida und Ohio manipuliert worden.
In einem von Politico veröffentlichten Beitrag argumentierte er, der Bürgerkrieg in Syrien sei Resultat einer CIA-Destabilisierungskampagne mit dem Ziel des Sturzes des dortigen Regimes zur Verhinderung des Baus einer Erdgas-Pipeline aus dem Iran.

#### Ansichten zu medizinischen Sachverhalten
Kennedy trat immer wieder als aktivistischer Impfgegner, Vertreter von Pseudowissenschaften und zahlreicher Verschwörungstheorien und als AIDS-Leugner in Erscheinung.

##### Falschinformation über Impfungen
Kennedy ist bekannt für seine Ablehnung von Impfungen. Im Jahr 2025 bestritt er, Impfgegner zu sein und empfahl als Gesundheitsminister die Impfung gegen Masern nach dem ersten Todesfall nach Jahren. Während dieser sich ausbreitenden Masern-Epidemie in Texas behauptete Kennedy, die natürliche Immunität beim Durchmachen der Krankheit wäre gegenüber der durch den Impfstoff erzeugten überlegen. Er empfahl Vitamin A und Lebertran als Heilmittel.
2005 behauptete er einen kausalen Zusammenhang zwischen Thiomersal (Ethylquecksilber) und neurologischen Störungen bei Kindern, dabei wurde eine Schädlichkeit von Ethylquecksilber nie nachgewiesen.

Im Januar 2017 fragte ihn der gewählte US-Präsident Donald Trump, ob er den Vorsitz über ein mögliches vaccine safety panel (deutsch etwa: ‚Impfsicherheitsgremium‘) übernehmen wolle, das unter anderem den Zusammenhang zwischen Autismus und Impfungen von Kindern untersuchen sollte. 
Ein solcher Zusammenhang war erstmals 1998 konstruiert worden und ist mittlerweile wissenschaftlich widerlegt (siehe dazu MMR-Impfstoff#Der Fall Wakefield). Trumps Übergangsteam erklärte noch am selben Tag, es gebe noch keine Entscheidung über eine derartige Kommission. Kennedy verbreitet dagegen weiterhin, dass Autismus kausal mit Impfungen in Verbindung stehe. Zudem betreibt er mit dem „Children’s Health Defense“ (ehemals „World Mercury Project“) eine Organisation in den USA, von der neben typischen Positionen der Impfgegner auch andere Verschwörungstheorien (z. B. bezüglich COVID-19 u. a. der „The Great Reset“) verbreitet werden. 
Seine Verwandten und Familienangehörigen Kathleen, Joseph sowie Maeve Kennedy McKean (* 1. November 1979; † 2. April 2020) kritisierten ihn scharf dafür, dass er dabei helfe, „gefährliche Falschinformationen“ zu verbreiten. 
Er warf zum Beispiel Bill Gates bzw. seiner Stiftung angebliche Impfschäden in Indien oder Afrika vor. Mehrere Faktenchecks bewiesen, dass diese Vorwürfe falsch waren.

##### Falschinformation über die COVID-Pandemie
Kennedy unterzeichnete den „Aufruf für die Kirche und die Welt“, den eine Gruppe um den damaligen 2024 exkommunizierten Erzbischof Carlo Maria Viganò am 7. Mai 2020 verfasst hatte und in dem im Zusammenhang mit der COVID-19-Pandemie behauptet wurde, Kräfte wären „daran interessiert“, „in der Bevölkerung Panik zu erzeugen“. „Fremde Mächte“ und „supranationale Einheiten“ würden sich einmischen, „um besser manipulieren und kontrollieren zu können“. Auch vor einer „Politik der drastischen Bevölkerungsreduzierung“ wurde gewarnt. Der Aufruf behauptete auch, dies wäre ein „beunruhigender Auftakt zur Schaffung einer Weltregierung“. 
Medien, die Deutsche Bischofskonferenz sowie Kirchenvertreter wiesen die Thesen zurück und bezeichneten sie als Verschwörungstheorien.
Kennedy hat auch behauptet, Bill Gates würde der Menschheit durch Impfen einen „Chip“ einpflanzen lassen und wolle Bargeld durch einen „Digitalgeld-Chip“ ersetzen, der sich bei Impfverweigerung abschalte. Bei Impfungen gegen das Virus SARS-CoV-2 würden Tracking-Geräte injiziert und mit dem Digitageld-Chip verknüpft. Es gäbe außerdem einen Zusammenhang zwischen dem Mobilfunkstandard 5G und der Verbreitung des Corona-Virus. 
Kennedy trat am 29. August 2020 als Redner bei einer „Querdenken“-Demonstration in Berlin auf, wo er sich gegen den Aufbau des 5G-Mobilfunknetzes aussprach, vor einem Überwachungsstaat warnte und Bill Gates attackierte. 
Eine 2021 publizierte Studie kam zu dem Ergebnis, dass hinter zwei Drittel aller im englischsprachigen Internet geteilten Anti-Impfstoff-Desinformation nur zwölf Personen aus den USA standen; eine davon war Kennedy.
Wegen wiederholt falscher Behauptungen zu COVID-19 und der Sicherheit bei Impfungen wurde Kennedys Instagram-Account im Februar 2021 gesperrt, Ende September folgte YouTube. Im Januar 2022 behauptete Kennedy auf einer Kundgebung in Washington, die Amerikaner hätten „während der Pandemie weniger Freiheiten gehabt als die Juden in Nazi-Deutschland“. Er entschuldigte sich später für diese Äußerung. Im Frühjahr 2023 wurde sein Instagram-Account wieder freigegeben. 2022 sprach er über die Pandemie-Übung „Event 201“ so, als ob es sich um eine geheime Regierungs-Verschwörung gehandelt habe. Tatsächlich wurde die Simulation im Oktober 2019 vom Zentrum für Gesundheitssicherung der Johns Hopkins University vor Publikum abgehalten und live übertragen. Kennedys Wahlkampfteam versuchte, die Falschdarstellung später zu relativieren.
Im Juli 2023 behauptete Kennedy, das COVID-19-Virus befalle vornehmlich Kaukasier und Schwarze, während aschkenasische Juden und Chinesen am meisten immun seien. Er wisse nicht, ob das Virus absichtlich so konstruiert worden sei; seine unterschiedliche Wirkung auf Ethnien sei jedoch belegt.

### Präsidentenwahl 2024
Am 5. April 2023 reichte Kennedy Wahlunterlagen für seine Kandidatur als Demokrat  bei der Federal Election Commission ein. Da in den USA Bewerber weitgehend durch Vorwahlen ihrer Parteien bestimmt werden, hätte Kennedy sich gegen die anderen Kandidaten der Demokraten, darunter Präsident Joe Biden, durchsetzen müssen. Da seine Umfragewerte sehr niedrig blieben, änderte er am 9. Oktober 2023 seine Parteizugehörigkeit von Demokrat zu Independent. Jedoch beklagte er im Juli 2024, nach Bidens Rückzug von den Vorwahlen, dass er vor seiner Entscheidung von keinem der „demokratischen Medien“ in den USA – namentlich u. a. „ABC, NBC, CBS, CNN“ – die Chance erhalten hatte, als potenzieller Gegenkandidat von Biden angehört zu werden bzw. ein Interview als Herausforderer zu erhalten. Er behauptete in diesem Zusammenhang, dass die Führung der demokratischen Partei keinerlei Wettbewerb zugelassen habe.
Als Running Mate stellte Kennedy als unabhängiger Kandidat die Juristin und Unternehmerin Nicole Shanahan vor. In einer kurzen Ansprache am 19. April 2024 machte seine Schwester Kerry Kennedy klar, dass sie und andere Angehörige der Familie nicht ihn, sondern Joe Biden im Wahlkampf unterstützen würden. Über ein Political Action Committee stellte Timothy Mellon, zugleich einer der größten finanziellen Unterstützer der Kandidatur von Donald Trump, Kennedy bis Juli 2024 insgesamt 25 Millionen US-Dollar zur Verfügung.
Der Kandidat der Republikanischen Partei Donald Trump bezeichnete Kennedy im Präsidentschaftswahlkampf 2024 per Truth Social als das „dümmste Mitglied des Kennedy-Clans“. Kennedy erwiderte, der Ex-Präsident sei „außer Kontrolle“. Er forderte ihn zu einer Debatte heraus mit den Worten „Präsident Trump, der sich als der geschickteste Debattierer in der modernen amerikanischen Politikgeschichte erwiesen hat, sollte keine Angst davor haben, mich auf einer Bühne zu treffen.“ Im Juli versuchte Trump ihn per Telefonat als Unterstützer für seine Kandidatur zu gewinnen, obwohl Kennedy seinerzeit selbst beabsichtigte zu kandidieren.

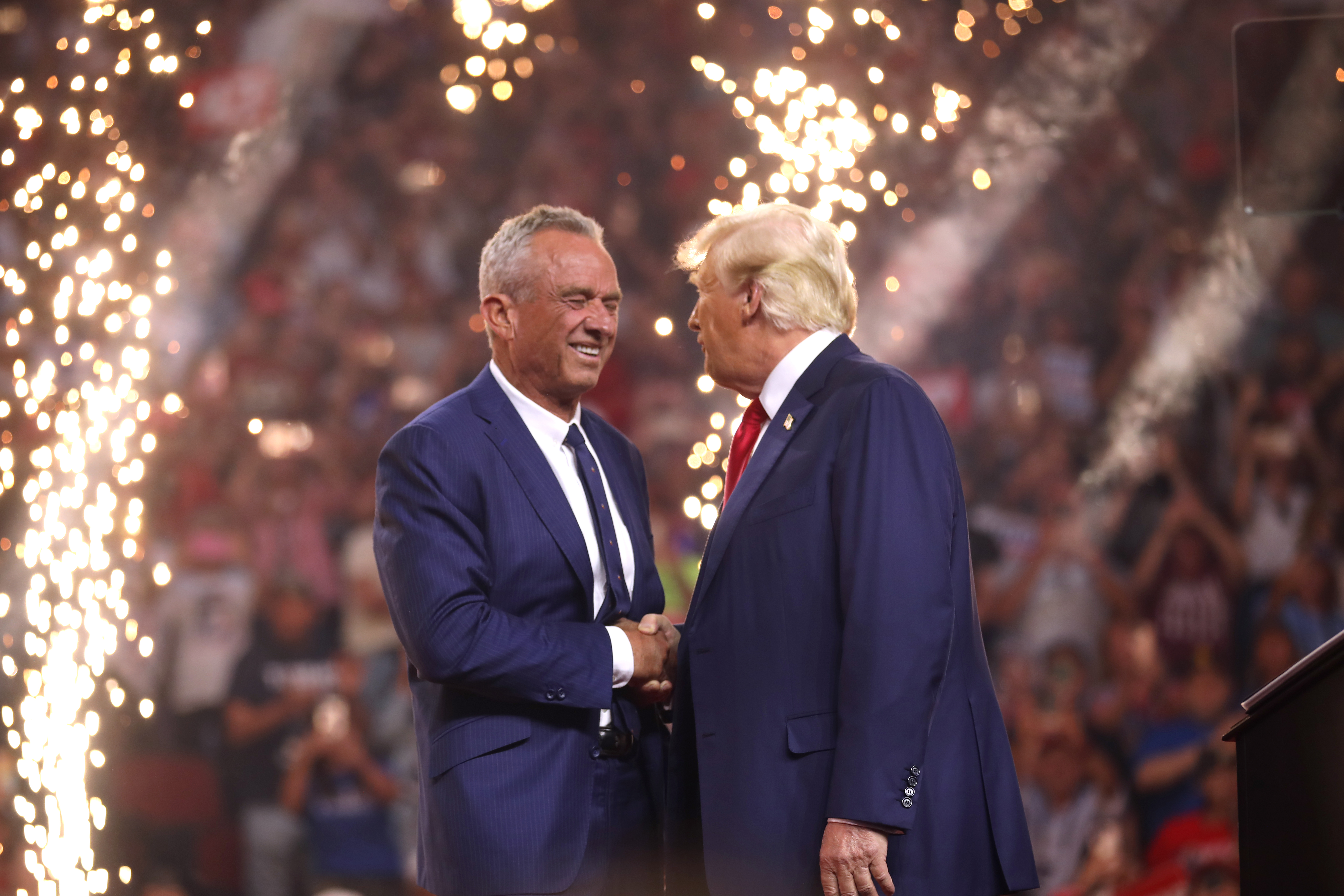
Kennedy mit Donald Trump auf einer Wahlkampfveranstaltung im August 2024

Im August 2024 verfügte eine Richterin des New York Supreme Court, dass Kennedy bei der Präsidentschaftswahl wegen einer Falschaussage bei seinem Wahlantrag nicht im Bundesstaat New York gewählt werden kann; er hatte New York als Wohnsitz angegeben, obwohl er laut Richterin offensichtlich in Kalifornien lebe. Kennedy kündigte nach der Urteilsverkündung Berufung an, da die Richterin der Demokratischen Partei angehöre; in vielen Staaten sind Richter jedoch Mitglieder einer Partei, da sie sonst nicht ernannt oder gewählt werden.
Im selben Monat ließ er die demokratische Vizepräsidentin und Präsidentschaftskandidatin Kamala Harris wissen, dass er bereit sei, sich für die Demokraten auszusprechen, wenn er im Gegenzug bei einem Wahlgewinn von Harris einen Posten in ihrem Kabinett erhalte.
Stattdessen stellte ihm Trump eine Regierungsposition in Aussicht, nachdem sich abzeichnete, dass er sich zu einer Unterstützung Trumps entschließen könnte. Seit Anfang Juli war Kennedy nicht mehr bei Wahlkampf-Veranstaltungen aufgetreten. Am 23. August 2024 gab er bekannt, seine Präsidentschaftswahlkampagne auszusetzen, seine Kandidatur in neun Swing States zurückziehen, und fortan Donald Trump zu unterstützen.
Im August 2024 postete er ein Video, in dem er angab, dass er 2014 ein totes Schwarzbärenbaby im New Yorker Central Park abgelegt habe, was damals internationale Aufmerksamkeit erlangt hatte. Das Schwarzbärenbaby wurde laut Kennedys Aussage im Hudson Valley von einem Lieferwagen überfahren. Ursprünglich habe er dem Bären das Fell abziehen und das Fleisch kühlen wollen, er sei aber aus terminlichen Gründen nicht dazu gekommen. Den Bären im Auto zu lassen, sei keine Option gewesen und um nicht einen Flug zu verpassen, sei die Idee mit dem Park entstanden. Im September 2024 erzählte er bei einem Wahlkampfauftritt für Donald Trump, dass Ermittlungen – ohne zu spezifizieren, ob es sich um offizielle handelt – gegen ihn eingeleitet worden seien, da er vor 20 Jahren Teile eines toten Wals unrechtmäßig von einem Strand nach Hause mitgenommen haben soll.

## Gesundheitsminister

### Nominierung
Donald Trump nominierte ihn nach seinem Wahlsieg im November 2024 als Gesundheitsminister im Kabinett Trump II. Wegen Kennedys Ansichten zu Impfungen galt die Nominierung auch unter Parteifreunden Trumps als umstritten und seine zur Ernennung notwendige Bestätigung durch den Senat nicht als gesichert. Der frühere Vizepräsident im Kabinett Trump I, Mike Pence, warnte ebenfalls vor der Bestätigung Kennedys, jedoch aus anderem Grund: Kennedy befürworte das Recht auf Schwangerschaftsabbruch.
Im Dezember 2024 appellierten 77 Nobelpreisträger der Medizin, Chemie, Physik und Wirtschaft in einem offenen Brief an den US-Senat, die Nominierung Kennedys nicht zu bestätigen. Für den Fall seiner Amtsübernahme sähen sie die Gesundheit der Bevölkerung gefährdet. Sie kritisierten u. a. seinen Mangel an relevanter Erfahrung und seine Haltung als Impfgegner und Verbreiter von Verschwörungstheorien. Am 13. Februar 2025 wurde seine Nominierung vom Senat knapp mit 52 zu 48 Stimmen bestätigt, wobei der Poliogeschädigte Mitch McConnell als einziger Republikaner gegen ihn stimmte.

### Amtszeit
Am 13. Februar 2025 wurde Kennedy im Oval Office von Richter Neil Gorsuch als 26. Minister für das Gesundheits- und Sozialwesen vereidigt.
Wenige Minuten später unterzeichnete Trump die Executive Order 14211, die die Einrichtung einer Kommission „Make America Healthy Again“ (MAHA) unter dem Vorsitz von Kennedy anordnete. Am nächsten Morgen wurden Behörden wie die Centers for Disease Control and Prevention (CDC) und die National Institutes of Health (NIH) darüber informiert, dass an diesem Tag etwa 5.200 der in den letzten beiden Jahren neu eingestellten Bundesbediensteten im Gesundheitswesen entlassen werden sollten.
Am 20. Februar 2025, während einer ungewöhnlich schweren Grippesaison, wies das Gesundheitsministerium die CDC an, ihre Werbekampagne für die Grippeimpfung auszusetzen. Die Werbung, die auch eine Reaktion auf die gesunkenen Grippeimpfungsquoten war, hatte die Botschaft, die Impfung führe bei Grippekranken zu viel milderen Symptomen und einem geringeren Risiko schwer zu erkranken. Das Ministerium teilte mit, dass Kennedy Anzeigen wolle, die die Idee der „informierten Zustimmung“ (informed consent) fördern. Dies dürfte bedeuten, dass der Fokus mehr auf mögliche Risiken gelegt werden soll und könnte zu einer geringeren Impfbereitschaft führen.
Peter Marks, der oberste Impf-Experte der Regierung Biden, schrieb am 28. März 2025 in seinem Rücktrittsschreiben:
It has become clear that truth and transparency are not desired by the Secretary, but rather he wishes subservient confirmation of his misinformation and lies (etwa: Es ist deutlich geworden, dass der Minister nicht Wahrheit und Transparenz wünscht, sondern vielmehr eine unterwürfige Bestätigung seiner Desinformationen und Lügen.)
Marks beklagte beispiellose Angriffe auf die wissenschaftliche Wahrheit.
Im April 2025 hielt Kennedy eine Antrittsrede bei der FDA. Darin behauptete er, dass die Behörde durch die Industrie vereinnahmt sei und die Mitarbeitenden Marionetten („sock puppets“) der Pharmafirmen. Er betonte, der Tiefe Staat sei real und forderte dazu auf, Missstände und Fehlentscheidungen zu melden und sich nicht von der Bürokratie vereinnahmen zu lassen. Auf die bereits erfolgten Massenentlassungen ging Kennedy in seiner Ansprache, die überwiegend negative Reaktionen verursachte, nicht ein.

#### Masernausbruch im Südwesten der USA
Kennedys Amtszeit begann während eines Masernausbruchs im Südwesten der USA. Bei diesem gab es auch den ersten Masern-Todesfall seit einem Jahrzehnt. In seiner ersten öffentlichen Stellungnahme am 26. Februar 2025 verharmloste Kennedy den Ausbruch und behauptete, es gäbe jedes Jahr solche Ausbrüche – tatsächlich waren diese in den USA für ausgerottet erklärt worden. Er sagte auch wahrheitswidrig, Menschen seien „hauptsächlich aus Quarantänegründen“ ins Krankenhaus eingeliefert worden, was von Fachleuten des Gesundheitswesens widerlegt wurde.
Der US-Senator Ron Wyden schrieb dazu: „Dass Kinder an Masern sterben, ist nicht normal. Impfgegner wie RFK Jr. und die Republikaner, die sie unterstützen, sind für jeden einzelnen dieser Todesfälle verantwortlich.“
Einige Tage später bezeichnete Kennedy den Ausbruch als „oberste Priorität“ für das Ministerium.
In seinen Mitteilungen über den Ausbruch zitierte er abseitige Theorien, die schlechte Ernährung und Gesundheit dafür verantwortlich machten. Er warb für Lebertran, die Inhalation von Steroiden, ein Antibiotikum, Vitamin A und andere fragwürdige Behandlungen, die er als „fast wundersam“ bezeichnete. Der immunisierenden Wirkung einer Impfung gegen Masern stellte er mögliche Schäden durch den Impfstoff gegenüber und behauptete, es wäre besser, sich durch eine Ansteckung zu immunisieren. Die CDC sagen dazu, dass der MMR-Impfstoff „viel sicherer ist, als sich mit Masern, Mumps oder Röteln zu infizieren“. Antibiotika sind gegen eine Viruserkrankung wie die Masern nicht wirksam. Vitamin A kann Teil der Masernbehandlung sein, vor allem in Gebieten, in denen Kinder einen Mangel an diesem Vitamin haben können. Sie sollte jedoch ausschließlich im Krankenhaus erfolgen.
Anfang April 2025 gab es Meldungen, dass eine zunehmende Zahl von Kindern, die während des Masernausbruchs in Texas ins Krankenhaus eingeliefert wurden, Anzeichen einer Vitamin-A-Toxizität zeigten. Die irreführende Empfehlung von US-Gesundheitsminister Robert F. Kennedy Jr., Vitamin A zur Behandlung gegen Masern einzusetzen, wurde als eine mögliche Ursache dafür genannt.
Der Sprecher des Ministeriums, Thomas Corry, trat am 28. Februar 2025, nur zwei Wochen nach seiner Vereidigung, von seinem Amt zurück.
Berichten zufolge geriet er mit Kennedy wegen dessen Management des Ministeriums während des Masernausbruchs aneinander. Er sei zunehmend unzufrieden mit der „gedämpften Reaktion“ Kennedys auf den sich ausbreitenden Masernausbruch gewesen.
Am selben Tag betonte Kennedy auf X, er nehme den Ausbruch sehr ernst. Am 2. März bezeichnete er dann in einem Meinungsbeitrag auf Fox News den Masernausbruch als einen „Aufruf zum Handeln für uns alle“. In dem Text ist mehrfach vom Impfen die Rede. So heißt es „Impfstoffe schützen nicht nur einzelne Kinder vor Masern, sondern tragen auch zur Immunität der Gemeinschaft bei und schützen diejenigen, die aus medizinischen Gründen nicht geimpft werden können“.
Er bezeichnete Impfungen allerdings als „persönliche Entscheidung“ und empfahl außerdem Vitamine und eine gute Ernährung zur Bekämpfung von Masern.
Als im April ein zweites Schulkind in Texas an Masern starb, reiste Kennedy zu dessen Beerdigung, um der Familie des Kindes beizustehen. Auf der Plattform X rief er außerdem zur Masernimpfung auf, was als unerwartete Kehrtwende betrachtet wurde. Allerdings folgte nur wenige Stunden nach Befürwortung der Impfung ein weiterer Beitrag, in dem er zwei umstrittene ärztliche Behandlungen lobte, aber Impfungen nicht erwähnte. In einem Beitrag auf Fox News äußerte er, dass es wichtig sei, in der Behandlung der Kinder besser zu werden und nicht zu sagen, dass die Impfung die einzige Antwort sei.

#### Erforschung der Ursache von Autismus
In einer Kabinettssitzung am 10. April 2025 kündigte Kennedy eine Studie zur Erforschung der Ursache der Autismus-„Epidemie“ an. Weltweit sollen hunderte Wissenschaftler beteiligt werden und das Ergebnis soll bis zum September 2025 vorliegen. Wissenschaftler weltweit reagierten mit Kritik oder auch Häme auf diese Ankündigung. So äußerte der Londoner Infektiologe Neil Stone, wer behaupte, ein so komplexes Problem in fünf Monaten zu lösen, sei ein Betrüger. Die US-amerikanische NGO Autistic Self Advocacy Network warf Kennedy vor, er habe die Absicht, „gefälschte und betrügerische Forschungsergebnisse zu produzieren“, die seine Überzeugung, dass Autismus durch Impfungen verursacht werden, unterstützen sollen. Auch der Impfstoffforscher Peter Hotez vermutet, dass die Antwort vorbestimmt sei – und falsch.

#### Entlassungswelle im Gesundheitsministerium
Im Zuge des unter Leitung von Elon Musk durch die Sonderorganisation DOGE initiierten Stellenabbaus im Bereich des Gesundheitsministerium von 82.000 auf 62.000 Mitarbeiter räumte Kennedy selber ein, dass dabei von 10.000 bislang entlassenen Dienstkräften 2.000 wohl fälschlicherweise entlassen worden seien. Diese würden wieder eingestellt werden. Dennoch verteidigte Kennedy das Vorgehen, da die traditionelle Methode, zuerst die Notwendigkeit der Mitarbeiter zu prüfen und erst dann zu entlassen, zu langsam sei.
Wendy Armstrong, Vizepräsidentin der Infectious Diseases Society of America, warnte davor, dass die Entlassungen Leid verursachen und Leben kosten werden, wenn etwa Organisationen wie die Centers for Disease Control and Prevention nicht mehr ausreichend Personal haben. Aber auch die Kürzungen an den National Institutes of Health, einen der größten Geldgeber medizinischer Forschung, können sich drastisch auswirken, wie der Bioethiker Ezekiel Emanuel ausführte. Die Entdeckung neuer Behandlungsmethoden sei damit in Gefahr.

#### Fehlerhafter MAHA-Bericht zur Gesundheit von Kindern
Im Mai 2025 veröffentlichte die US-Regierung den Bericht „Make Our Children Healthy Again“ ("MAHA-Bericht"), der wegen zahlreicher Fehler vielfach kritisiert wurde. Mehrere Wissenschaftler, deren Arbeiten im Bericht zitiert wurden, erklärten, dass die angegebenen Studien entweder nicht existieren oder ihre Forschungsergebnisse falsch dargestellt wurden. Die Regierung begründete die Fehler offiziell mit „Formatierungsproblemen“. Es gab jedoch den Verdacht, dass bei der Erstellung des Berichts Künstliche Intelligenz (KI) eingesetzt wurde. Hinweise darauf waren frei erfundene Quellenangaben und URLs mit dem Zusatz „oaicite“, was auf die Nutzung von OpenAI-Technologie hindeutet. Experten wiesen darauf hin, dass das Erfinden von Zitaten ein typisches Merkmal von KI-generierten Texten ist. Die Regierung hat die Fehler inzwischen teilweise korrigiert, bestreitet aber, dass dadurch die Grundaussagen des Berichts verfälscht würden.

#### Maßnahmen mit Bezug zu Impfungen

##### Neubesetzung der Impfkommission
Im Juni 2025 entließ Gesundheitsminister Robert F. Kennedy Jr. alle 17 Mitglieder des Advisory Committee on Immunization Practices (Impfkommission), obwohl er laut dem republikanischen Senator Bill Cassidy in der Bestätigunganhörung vor seiner Ernennung zugesagt hatte, das Gremium ohne Änderungen beizubehalten. Er begründete die Entlassungen mit angeblichen Interessenkonflikten und Korruption, für die er aber keine Beispiele nannte. Er benannte acht neue Mitglieder, von denen die Hälfte als Impfkritiker und Gegner von Corona-Maßnahmen bekannt sind, darunter Robert Malone. Eines der acht Mitglieder, Michael Ross, war an mehreren privaten Gesundheitsunternehmen beteiligt und trat nach einer Überprüfung seiner Finanzbeteiligungen wegen eines möglichen Interessenkonflikts zurück.

##### Rückzug aus globaler Impfallianz
Im Juni 2025 gab US-Gesundheitsminister und Impfskeptiker Robert F. Kennedy Jr. bekannt, dass die USA die globale Impfallianz Gavi nicht weiter finanziell unterstütze. Kennedy behauptete, dass Gavi wissenschaftliche Erkenntnisse ignoriert und das Vertrauen der Öffentlichkeit verloren hätte. Die Organisation habe „In ihrem Eifer, weltweite Impfungen zu fördern, das Schlüsselthema der Impfsicherheit vernachlässigt“.

##### Streichung von Mitteln zur Entwicklung von mRNA-Impfstoffen
Im August 2025 gab er bekannt, dass das US-Gesundheitsministerium sich zukünftig nicht mehr an der Entwicklung von mRNA-Impfstoffen für Atemwegserkrankungen wie Grippe und COVID-19 beteiligt und 500 Millionen USD für bereits bewilligte Forschung gestrichen wurden.

## Privatleben

### Beziehungen
Mit seiner ersten Frau Emily Ruth Black hat Kennedy zwei Kinder: Robert F. III (* 1984) und Kathleen Alexandra (* 1988). Die Ehe wurde 1994 in der Dominikanischen Republik geschieden. Noch im selben Jahr heiratete er in zweiter Ehe Mary Richardson (1959–2012), als sie im sechsten Monat von ihm schwanger war. Das Paar bekam vier Kinder: Conor Richardson (* 1994), Kyra LeMoyne (* 1995), William Finbar (* 1997), und Aiden Caohman Vieques (* 2001). Kennedy reichte am 12. Mai 2010 die Scheidung ein; Richardson verübte am 16. Mai 2012 Suizid. Am 2. August 2014 heiratete er die Schauspielerin und Regisseurin Cheryl Hines.

### Gesundheitliche Probleme
In seinen 40ern entwickelte Kennedy eine Spasmodische Dysphonie, eine neurologische Erkrankung, die das Sprechen erschwert.
Kennedy sagte in einer eidesstattlichen Erklärung aus dem Jahr 2012, die er während des Scheidungsverfahrens von seiner zweiten Frau, Mary Richardson Kennedy, abgab, dass seine Verdienstmöglichkeiten durch kognitive Probleme gemindert worden seien. Er gab an, dass in Aufnahmen seines Gehirns im Jahr 2010 einige Ärzte einen Gehirntumor vermutet hatten, aber letztlich zu dem Schluss kamen, dass die Zyste, die sie auf den Scans sahen, die verkalkten Überreste einer abgestorbenen Parasitenlarve sei, möglicherweise eines Schweinebandwurms, die in das Gehirn eingedrungen war.

## Veröffentlichungen (Auswahl)
- mit John Cronin: The Riverkeepers. Simon and Schuster, 1999, ISBN 0-684-84625-X (eingeschränkte Vorschau in der Google-Buchsuche).
- Crimes Against Nature. HarperCollins, 2005, ISBN 0-06-074688-2 (eingeschränkte Vorschau in der Google-Buchsuche).
- Thimerosal: Let the Science Speak. Simon and Schuster, 2015, ISBN 978-1-63450-442-3 (eingeschränkte Vorschau in der Google-Buchsuche).
- Das wahre Gesicht des Dr. Fauci: Bill Gates, die Pharmaindustrie und der globale Krieg gegen Demokratie und Gesundheit. Kopp Verlag, 2022, ISBN 978-3-86445-865-1.
- Vax-Unvax: Let the Science Speak. Skyhorse Publishing, 2023, ISBN 978-1-5107-6696-9.
- Die Wuhan-Verschwörung und das erschreckende Wettrüsten mit Biowaffen. Kopp Verlag, 2024, ISBN 978-3-86445-997-9.